# Bartel-Teppichhai
Der Bartel-Teppichhai (Cirrhoscyllium expolitum) ist ein kleiner Echter Hai aus der Familie der Kragenteppichhaie. Er lebt im Südchinesischen Meer zwischen der Küste Chinas und Luzon, im Golf von Tonkin und vor Vietnam. Es gab Sichtungen vor Okinawa, diese beruhen aber unter Umständen auf Verwechslungen mit dem Sattel-Teppichhai (Cirrhoscyllium japonicum).

## Merkmale

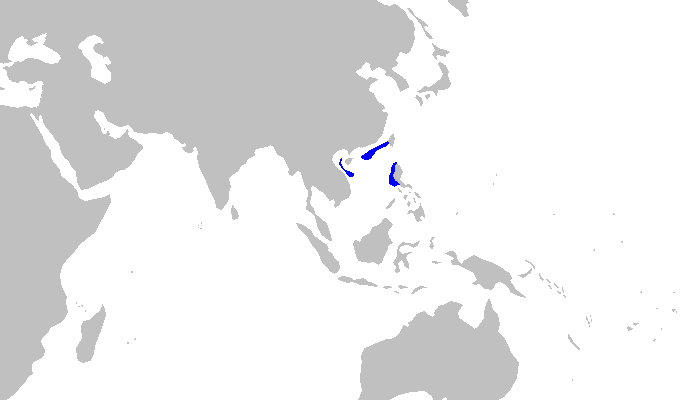
Verbreitungsgebiet des Bartel-Teppichhais (blau)

Die Art ist sehr langgestreckt und schlank und erreicht eine Länge von etwa 33 cm. Sie trägt an der Kehle Barteln, die ihr den deutschen Namen gaben, und sechs bis zehn dunkle Sattelflecke auf dem Rücken. Sie hat 154 Rückenwirbel, davon 46 Schwanzwirbel.

## Lebensweise
Der Halsband-Teppichhai lebt auf dem Kontinentalschelf des Südchinesischen Meers über dem Grund in Tiefen zwischen 180 und 190 m. Über seine Ernährung ist wenig bekannt. Er ist ovipar und für Menschen ungefährlich.